# Soldat (Sammelbezeichnung für Dienstgrade der Bundeswehr)
Soldat ist in Deutschland die Sammelbezeichnung für alle Soldaten im niedrigsten Dienstgrad der Bundeswehr. Soldat selbst ist jedoch keine Dienstgradbezeichnung. Dienstgradbezeichnungen für die niedrigsten Dienstgrade der Bundeswehr sind: Jäger, Panzerschütze, Panzergrenadier, Kanonier, Pionier, Panzerpionier, Funker, Schütze, Flieger, Sanitätssoldat und Matrose. Sie sind in der Anordnung des Bundespräsidenten über die Dienstgradbezeichnungen und die Uniform der Soldatinnen und Soldaten festgelegt.

## Sammelbezeichnung
Die Sammelbezeichnung „Soldat“ beruht darauf, dass als Abkürzung gemäß der ehemaligen Zentralen Dienstvorschrift 64/10 „Abkürzungen für den Gebrauch in der Bundeswehr“ als Sammelbezeichnung für die niedrigsten Dienstgrade in Listen und personellen Übersichten „S“, verwendet wird. Andere einschlägige Vorschriften wie die Soldatenlaufbahnverordnung (SLV) oder die Zentralrichtlinie A1-2630/0-9804 „Anzugordnung für Soldatinnen und Soldaten der Bundeswehr“ umschreiben diese Dienstgrade meist mit „Mannschaften im niedrigsten Dienstgrad“ oder ähnlich. In der Anordnung des Bundespräsidenten über die Dienstgradbezeichnungen und die Uniform der Soldatinnen und Soldaten werden diese Dienstgrade als „niedrigster Dienstgrad der Mannschaften“ zusammengefasst.
Soldaten in der Grundausbildung, in der Regel also Soldaten im niedrigsten Dienstgrad, werden auch als Rekruten bezeichnet.

## Dienstgradbezeichnungen
Die Dienstgradbezeichnung für einen Soldaten im niedrigsten Dienstgrad richtet sich gemäß Zentraler Dienstvorschrift A-1420/24 grundlegend nach der Zugehörigkeit der Laufbahn zu einer der drei Teilstreitkräfte oder des Sanitätsdienstes der Bundeswehr. Eine weitere Differenzierung erfolgt nach Zugehörigkeit zu einer Truppengattung oder zu einem bestimmten Truppenteil nach tradierten Konventionen. Durch die Neuordnung der Bundeswehr, die Gründung des Zentralen Sanitätsdienstes und der Streitkräftebasis, sowie der Neustrukturierung der Laufbahnen und Truppengattungen müssen die Bestimmungen sinngemäß der heutigen Situation angepasst werden. Dort wo die Zentrale Dienstvorschrift A-1420/25 von Soldaten der Laufbahnen der Teilstreitkräfte spricht, sind jeweils Heeres-, Luftwaffen- oder Marineuniformträger in allen Organisationsbereichen gemeint. Ausgenommen davon sind die Soldaten der Laufbahnen des Sanitätsdienstes der Bundeswehr; die ZDv A-1420/25 trifft hier abweichende Bestimmungen für alle Soldaten in den Laufbahnen unter Fachaufsicht des Inspekteurs des Sanitätsdienstes.
Konkret sind die folgenden Dienstgradbezeichnungen für die einzelnen Teilbereiche der Bundeswehr vorgesehen:
| Dienstgrad- bezeichnung | Abkürzung | Trägergruppe (Beispiele) |
| ----------------------- | --------- | --- |
| Jäger                   | Jg        | Soldaten im niedrigsten Dienstgrad in Truppenteilen der Jäger-, Fallschirmjäger- und Gebirgsjägertruppe und in traditionell eng verwandten Truppenteilen wie der Tragtierkompanie 230 oder einigen Kompanien der Luftlandeversorgungsbataillone. Jäger war auch die Bezeichnung für den niedrigsten Dienstgrad in der Fernspähtruppe. Anmerkung: „Jäger“ ist auch eine Sammelbezeichnung für alle Soldaten der Jägertruppe.                                        |
| Panzergrenadier         | PzGren    | Soldaten im niedrigsten Dienstgrad in Truppenteilen der Panzergrenadiertruppe. Anmerkung: „Panzergrenadiere“ ist auch eine Sammelbezeichnung für alle Soldaten der Panzergrenadiertruppe. |
| Panzerschütze           | PzSchtz   | Soldaten im niedrigsten Dienstgrad in Truppenteilen der Panzertruppe, bis zu deren Auflösung auch bei der Panzeraufklärungstruppe. |
| Kanonier                | Kan       | - Soldaten im niedrigsten Dienstgrad der Artillerietruppe - Soldaten im niedrigsten Dienstgrad beim Flugabwehrraketengeschwader 1 der Luftwaffe - Soldaten im niedrigsten Dienstgrad der aufgelösten Topographietruppe und Heeresuniformträger im niedrigsten Dienstgrad in den in Nachfolge der Topographietruppe aufgestellten Truppenteilen des Geoinformationsdienstes der Bundeswehr - Soldaten im niedrigsten Dienstgrad der früheren Heeresflugabwehrtruppe |
| Pionier                 | Pi        | Alle Soldaten im niedrigsten Dienstgrad in Truppenteilen der Pioniertruppe außer in Panzerpionierkompanien/-bataillonen. Anmerkung: „Pioniere“ ist auch eine Sammelbezeichnung für alle Soldaten der Pioniertruppe. |
| Panzerpionier           | PzPi      | Alle Soldaten im niedrigsten Dienstgrad in Panzerpionierkompanien /-bataillonen der Pioniertruppe. Anmerkung: „Panzerpioniere“ ist auch eine Sammelbezeichnung für alle Soldaten in Panzerpionierkompanien/-bataillonen. |
| Flieger                 | Flg       | - alle Luftwaffenuniformträger im niedrigsten Dienstgrad außer im Flugabwehrraketengeschwader 1 und Soldaten in Laufbahnen des Sanitätsdienstes - alle Soldaten im niedrigsten Dienstgrad in Truppenteilen der Heeresfliegertruppe |
| Funker                  | Fu        | - Soldaten im niedrigsten Dienstgrad in Truppenteilen der Fernmeldetruppe - Soldaten im niedrigsten Dienstgrad in Truppenteilen der Fernmeldetruppe EloKa - Soldaten im niedrigsten Dienstgrad in Truppenteilen der Truppe für Operative Kommunikation |
| Sanitätssoldat          | SanSdt    | Soldaten im niedrigsten Dienstgrad in Laufbahnen des Sanitätsdienstes. Anmerkung: „Sanitätssoldaten“ ist auch eine Sammelbezeichnung für alle Soldaten im Sanitätsdienst der Bundeswehr |
| Matrose                 | Matr      | Marineuniformträger im niedrigsten Dienstgrad außer Soldaten in Laufbahnen des Sanitätsdienstes |
| Schütze                 | Schtz     | Im Wesentlichen alle Heeresuniformträger im niedrigsten Dienstgrad, die nicht zu einer der oben genannten Gruppen zählen. Beispiele sind Soldaten im niedrigsten Dienstgrad in Truppenteilen der Heereslogistiktruppen, der Feldjägertruppe, der ABC-Abwehrtruppe, der Heeresaufklärungstruppe (auch ihr Vorgänger Feldnachrichtentruppe), sowie entsprechende Heeresuniformträger der Logistiktruppe und des Militärmusikdienstes.                                |

## Geschichte
Die Dienstgrade Grenadier (niedrigster Dienstgrad für Heeresuniformträger im Wachbataillon ab 1991), Panzerjäger (ehemals bei der Panzerjägertruppe), Panzerkanonier (ehemals in Panzerartilleriebataillonen) und Panzerfunker (ehemals verwendet in Truppenteilen der Fernmeldetruppe, die im Verband mit Truppenteilen der Panzertruppen operierten) sind zum 15. September 2021 entfallen.

## Befehlsbefugnis und Dienststellungen

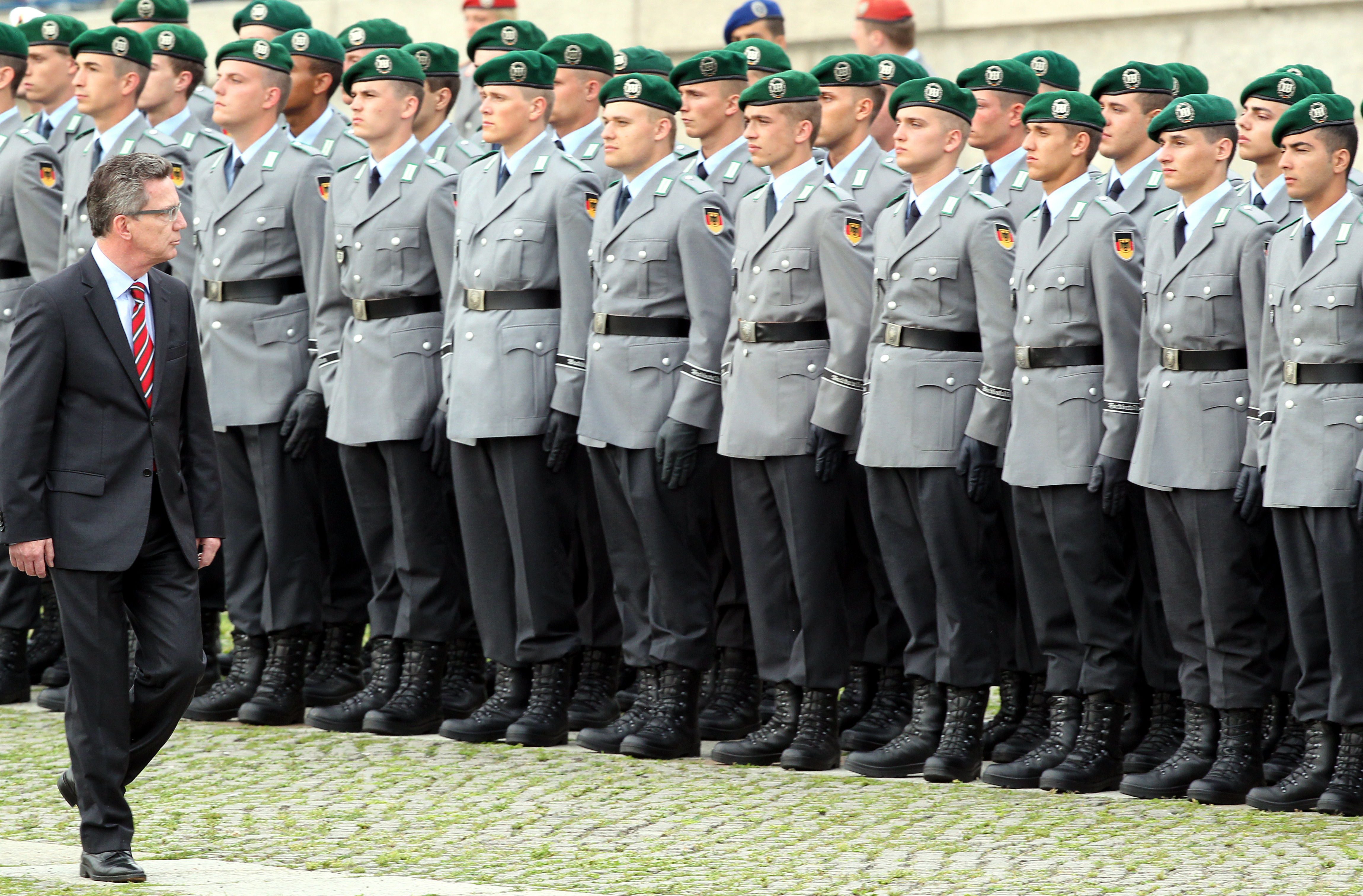
Deutsche Rekruten im Dienstgrad Grenadier. Grenadier war die Bezeichnung für den niedrigsten Dienstgrad für Soldaten des Heeres im WachBtl BMVg

In der Bundeswehr ist der Soldat im niedrigsten Dienstgrad ein Mannschaftsdienstgrad, der gemäß der Zentralen Dienstvorschrift (ZDv) A-1420/24 „Dienstgrade und Dienstgradgruppen“ zur Dienstgradgruppe der Mannschaften zählt. Aufgrund der Zugehörigkeit zur Dienstgradgruppe der Mannschaften können Soldaten im niedrigsten Dienstgrad auf Grundlage des § 4 („Vorgesetztenverhältnis auf Grund des Dienstgrades“) der Vorgesetztenverordnung niemandem allein auf Grund ihres Dienstgrades Befehle erteilen. Wie alle Mannschaftsdienstgrade können sich Soldaten im niedrigsten Dienstgrad auch in Notlagen nicht selbst zu Vorgesetzten gemäß § 6 („Vorgesetztenverhältnis auf Grund eigener Erklärung“) der Vorgesetztenverordnung erklären.
Soldaten im niedrigsten Dienstgrad absolvieren in der Regel im Einstellungsdienstgrad die Grundausbildung und erlernen grundlegende militärische und dienstliche Grundsätze. In der Grundausbildung erfolgt in der Regel auch die Ausbildung zum Sicherungs- und Wachsoldaten. Nach Absolvierung dieser Ausbildung können Soldaten im niedrigsten Dienstgrad als Wachsoldaten eingeteilt werden, was aber während der Grundausbildung unüblich ist. Üblich ist dagegen, dass Soldaten im niedrigsten Dienstgrad als Gefreiter vom Dienst eingeteilt werden. Auch Soldaten im niedrigsten Dienstgrad können Aufträge erteilt bekommen und dazu Soldaten unterstellt bekommen. Beispiel ist das (übungsweise) Führen eines Panzervernichtungstrupps oder die stellvertretende Führung einer Gruppe. Für Soldaten im niedrigsten Dienstgrad sind dies in der Praxis jedoch meist kurz befristete und inhaltlich eng umrissene Aufträge. Soldaten im niedrigsten Dienstgrad können dann aber gemäß Vorgesetztenverordnung in den dort aufgezählten Fällen und in den dort genannten Grenzen allen dienstlich oder fachlich unterstellten Soldaten Befehle erteilen.

## Ernennung und Besoldung
Maßgebliche gesetzliche Grundlagen für die Ernennung in den niedrigsten Dienstgrad trifft die Soldatenlaufbahnverordnung (SLV) und ergänzend die Zentrale Dienstvorschrift (ZDv) 20/7. In den niedrigsten Dienstgrad können Berufssoldaten, Soldaten auf Zeit, freiwillig Wehrdienstleistende sowie beorderte Reservisten aller Laufbahnen ernannt werden. Wenn Soldaten nicht mit einem höheren Dienstgrad eingestellt werden, durchlaufen Rekruten zunächst den niedrigsten Dienstgrad als Einstellungsdienstgrad.
Ein Soldat auf Zeit im niedrigsten Dienstgrad der Bundeswehr erhält eine Besoldung nach Besoldungsgruppe A 3 der Bundesbesoldungsordnung A. Ein Freiwillig Wehrdienst Leistender erhält stattdessen Wehrsold nach dem Wehrsoldgesetz (WSG), ein Reservistendienst Leistender Leistungen nach dem Unterhaltssicherungsgesetz (USG).

## Schulterklappe und Ärmelabzeichen
Ein Soldat im niedrigsten Dienstgrad trägt keine Dienstgradabzeichen (BPräsUnifAnO). Scherzhaft wird er daher auch „Schulterglatze“ genannt.
Die Schulterklappen sind dennoch meist – außer bei Matrosen – nicht völlig „leer“: Bei Heeresuniformträgern stehen waffenfarbige Litzen oder Paspelierungen für die Zugehörigkeit zu einer Truppengattung. Luftwaffenuniformträger tragen, wo die Uniform sonst der Uniform von Heeres- oder Marineuniformträger gleichen würde, eine Doppelschwinge auf sonst leeren Schulterabzeichen. Unteroffizieranwärter, Feldwebelanwärter und Offizieranwärter tragen verschiedenfarbige Überziehschlaufen, einen oder zwei waagerechte Balken oder Laufbahnabzeichen. Andere Marineuniformträger tragen Verwendungabzeichen zum Dienstanzug. Bei sonst gleicher Uniform, auch wenn die dazu besser geeignete Kopfbedeckung nicht erkennbar ist, kann durch diese Kennzeichen abgeschätzt werden, welche Dienstgradbezeichnung der Soldat im niedrigsten Dienstgrad konkret führt, auch wenn das ausdrücklich nicht immer eindeutig ist.

Beispiele
Kanonier oder ehemals Panzerkanonier (Feldanzug)
Panzerschütze oder ehemals Panzerjäger (Dienstanzug)
Grenadier, Jäger oder Panzergrenadier (Unteroffizieranwärter)
Flieger oder seltener Kanonier[A 8]
Matrose[A 13]

## Äquivalente, nach- und übergeordnete Dienstgrade
In den Streitkräften der NATO ist Soldat zu allen Dienstgraden mit dem NATO-Rangcode OR-1 gleichwertig.
In der Laufbahngruppe der Mannschaften ist der Gefreite gemäß ZDv 20/7 der dem rangniedrigeren Soldaten übergeordnete Dienstgrad.
| Mannschaftsdienstgrad | |                    |
| Niedrigerer Dienstgrad | | Höherer Dienstgrad |
| | Jäger, Panzerschütze, Panzergrenadier, Kanonier, Pionier, Panzerpionier, Funker, Schütze, Flieger, Sanitätssoldat, Matrose | Gefreiter          |
| Dienstgradgruppe: Mannschaften – Unteroffiziere o.P. – Unteroffiziere m.P. – Leutnante – Hauptleute – Stabsoffiziere – Generale | |                    |